# Município de Deerfield (condado de Ross, Ohio)
Localização do Ohio nos E.U.A.
O município de Deerfield (em inglês: Deerfield Township) é um município localizado no condado de Ross no estado estadounidense de Ohio. No ano 2010 tinha uma população de 1058 habitantes e uma densidade populacional de 13,28 pessoas por km².

## Geografia
O município de Deerfield encontra-se localizado nas coordenadas 39° 29′ 07″ N, 83° 09′ 16″ O. Segundo a Departamento do Censo dos Estados Unidos, o município tem uma superfície total de 79.69 km², da qual 79,68 km² correspondem a terra firme e (0,02 %) 0,01 km² é água.

## Demografia
Segundo o censo de 2010, tinha 1058 pessoas residindo no município de Deerfield. A densidade de população era de 13,28 hab./km².